# Ecem Taşın
Ecem Taşın (20 de enero de 1991) es una deportista turca que compitió en judo adaptado. Ganó dos medallas en los Juegos Paralímpicos de Verano, bronce en Río de Janeiro 2016 y bronce en París 2024.

## Palmarés internacional
| Juegos Paralímpicos | Juegos Paralímpicos     | Juegos Paralímpicos | Juegos Paralímpicos |
| Año                 | Lugar                   | Medalla             | Categoría           |
| ------------------- | ----------------------- | ------------------- | ------------------- |
| 2016                | Río de Janeiro (Brasil) | Medalla de bronce   | –48 kg              |
| 2024                | París (Francia)         | Medalla de bronce   | –48 kg J1           |